# Милован Џаковић
Милован Џаковић (Брајковача, 1. септембар 1864 — Цетиње, 1942) је био велики жупан Зетске области од 1922. до 1927. године.

## Животопис
Потиче од једне од најугледнијих дурмиторских породица, која је дала истакнуте јунаке, народне прваке и интелектуалнце. Био је син устаничког вође и шаранског војводе Трипка Симова Џаковића и Милице, ћерке сердара Милутина Башовића са Пошћења. Основну школу је завршио у Шавнику. Након што је његов отац јуначки погинуо бранећи пролаз на Тари у борби против Турака на Пренћанском мосту на Тари 1875., његова самохрана мајка Милица са дјецом одлази на Цетиње. Руски конзул на Цетињу га одводи у Петроград, гдје као стипдендиста руске царске Владе завршава гимназију, а потом и Правни факултет.
По завршетку студија, запослио се као чиновник у Руском војном министарству 1891. године. На позив књаза Николе и на наговор брата од тетке Владимира Томића, враћа се у Црну Гору 1895. Добио је мјесто референта у Великом суду на Цетињу. 1986. године постављен је за предсједника Окружног суда у Подгорици, а потом за начелника подгоричког округа. Као интелектуалац демократских опредјељења, супроставио се деспотском режиму и тиранији књаза Николе па је, након сукоба са књазом, емигрирао у Русију 1899. Од 1900. поново ради у Руском војном министарству. Учествовао је у Руско-јапанском рату, као судски референт при армији. Добија чин армијског генерала, а од 6. децембра 1906. до 20. октобра 1920. био је на положају начелника Судско-административног одјељења Руског војног министарства.
У Београд долази 1920. са руским бјелогардејцима. Постављен је за инспектора у Министарству унутрашњих дјела Владе Краљевине СХС. За великог жупана Зетске области постављен је 22. марта 1922. и на том полажају је био до 15. јуна 1927., када је пензионисан. Као увјерени српски интегралиста и заговорник уједињења Црне Горе и Србије, препознао је погубност деструктивне дјелатности црногорских сепаратиста, чије је терористичке акције инспирисала, идејно водила и финансирала империјалистичка Италија. Са позиције великог жупана Зетске области упозоравао је куда води сепаратистичка политика Секуле Дрљевића и његових присталица и шта је био смисао Дрљевићевог кандидивања на изборима 1923. Сматаро је да је циљ њиховог учешћа на изборима да би својим избором компромитовали одлуку Велике народне скупштине у Подгорици, како би, добивши народно повјерење, помоћу Италије отворили Црногорско питање. Сматрао је да народу треба објаснити смисао и циљ политике и идеологије црногорских сепаратиста коју је тих година обликовао и креирао Секула Дрљевић, а која, по његовом мишљењу, није у складу са прошлошћу Црне Горе и са већ јасно израженом жељом народа за уједињење са Србијом.
Патријарх Гаврило Дожић је о њему писао у својим мемоарима као о великом борцу за уједињење Црне Горе и Србије, који је разобличавао деструктивне намјере црногорских сепаратиста. Патријарх је о њему записао: У вријеме најтежих борби са одметницима дошао је Милован Џаковић. Био је постављен за великог жупана Зетске области. Џаковић је био врло храбар и одважан у борби. Стално је ишао у народ и држао ватрена патриотска предавања и ватрене говоре које је народ свуда са пажњом слушао. Још је било старих Црногораца који су познавали његовог оца Трипка Џаковића. Оно што је главно: био је достојан син свога оца војводе Трипка Џаковића који је славно завршио свој живот на ријеци Тари на Лучиндан 1875. године.
Заслужан је за проналазак и откопавање архиве краља Николе 1923. године, која је била закопана током Првог свјетског рата. Био је предсједник Комисије за попис пронађене архиве краља Николе и других драгоцјености. Уз Милана Стојадиновића, био је један од главних организатора доласка краља Александра Карађорђевића у Црну Гору поводом освећења обновљене Његошеве капеле на Ловћену 1925. године. Упокојио се на Цетињу 1942. године, гдје је и сахрањен.